# IC 2958
IC 2958 је спирална галаксија у сазвјежђу Велики медвјед која се налази на листи објеката дубоког неба у Индекс каталогу.
Деклинација објекта је + 33° 9' 15" а ректасцензија 11h 45m 42,3s. Привидна величина (магнитуда) објекта IC 2958 износи 15,7 а фотографска магнитуда 16,5. IC 2958 је још познат и под ознакама MCG 6-26-30, PGC 36665.